# 花毛竹
花毛竹（学名：Phyllostachys heterocycla cv.huamozhu）为剛竹屬龜甲竹下的一个品种/栽培型。